# Джонсон-Сіті (Нью-Йорк)
Джонсон-Сіті (англ. Johnson City) — селище (англ. village) в США, в окрузі Брум штату Нью-Йорк. Населення — 15 343 особи (2020).

## Географія
Джонсон-Сіті розташований за координатами 42°7′31″ пн. ш. 75°57′48″ зх. д. / 42.12528° пн. ш. 75.96333° зх. д. (42.125288, -75.963406). За даними Бюро перепису населення США в 2010 році селище мало площу 12,01 км², з яких 11,75 км² — суходіл та 0,26 км² — водойми.

## Демографія
Згідно з переписом 2010 року, у селищі мешкали 15 174 особи в 6732 домогосподарствах у складі 3502 родин. Густота населення становила 1264 особи/км². Було 7443 помешкання (620/км²).
Расовий склад населення:
| - 82,9 % — білих - 6,3 % — чорних або афроамериканців - 5,3 % — азіатів - 0,2 % — корінних американців - 0,1 % — вихідців з тихоокеанських островів - 1,4 % — осіб інших рас |

До двох чи більше рас належало 3,7 %. Частка іспаномовних становила 4,2 % від усіх жителів.
За віковим діапазоном населення розподілялося таким чином: 20,1 % — особи молодші 18 років, 63,5 % — особи у віці 18—64 років, 16,4 % — особи у віці 65 років та старші. Медіана віку мешканця становила 38,4 року. На 100 осіб жіночої статі у селищі припадало 92,1 чоловіків; на 100 жінок у віці від 18 років та старших — 90,1 чоловіків також старших 18 років.
Середній дохід на одне домашнє господарство становив 51 170 доларів США (медіана — 38 371), а середній дохід на одну сім'ю — 63 069 доларів (медіана — 50 351). Медіана доходів становила 43 014 долари для чоловіків та 32 788 доларів для жінок. За межею бідності перебувало 18,8 % осіб, у тому числі 22,2 % дітей у віці до 18 років та 6,6 % осіб у віці 65 років та старших.
Цивільне працевлаштоване населення становило 6945 осіб. Основні галузі зайнятості: освіта, охорона здоров'я та соціальна допомога — 33,6 %, роздрібна торгівля — 14,2 %, науковці, спеціалісти, менеджери — 8,2 %, виробництво — 7,8 %.

## Уродженці
- Платт Люїс (1941—2005) — виконавчий директор Hewlett-Packard у 1993—1999 роках.